# Tesorillo del Cabezo Redondo
El Tesorillo del Cabezo Redondo es un hallazgo áureo hallado en la primavera de 1963 en el Cabezo Redondo, poblado argárico situado a 2 km de la ciudad de Villena (Alicante).
Está compuesto por 35 piezas de adorno personal (una diadema, anillos, brazaletes, colgantes, cuentas de collar, espirales, cintillas y un pequeño lingote de oro) que alcanzan los 150 g de peso y se piensa que formaron parte de los materiales de un orfebre, debido a la presencia del lingote. Se ha especulado mucho sobre su estrecha relación con el Tesoro de Villena.